# Elezioni generali in Mozambico del 2019
Le elezioni generali in Mozambico del 2019 si sono tenute il 15 ottobre per l'elezione del Presidente del Mozambico e dei membri del Parlamento.

## Risultati

### Elezioni presidenziali
| Candidati     | Partiti                                              | Voti      | %     |
| ------------- | ---------------------------------------------------- | --------- | ----- |
| Filipe Nyusi  | Fronte di Liberazione del Mozambico                  | 4 639 172 | 73,46 |
| Ossufo Momade | Resistenza Nazionale Mozambicana                     | 1 356 786 | 21,48 |
| Daviz Simango | Movimento Democratico del Mozambico                  | 273 599   | 4,33  |
| Mário Albino  | Azione del Movimento Unito per la Salvezza Integrale | 46 048    | 0,73  |
| Totale        | Totale                                               | 6 315 605 | 100   |

### Elezioni legislative
| Liste                                                        | Voti      | %     | Seggi |
| ------------------------------------------------------------ | --------- | ----- | ----- |
| Fronte di Liberazione del Mozambico (FRELIMO)                | 4 323 298 | 71,28 | 184   |
| Resistenza Nazionale Mozambicana (RENAMO)                    | 1 351 659 | 22,28 | 60    |
| Movimento Democratico del Mozambico (MDM)                    | 254 290   | 4,19  | 6     |
| Azione del Movimento Unito per la Salvezza Integrale (AMUSI) | 27 277    | 0,45  | –     |
| Nuova Democrazia (ND)                                        | 25 046    | 0,41  | –     |
| Partido União para Mudança (UM)                              | 8 347     | 0,14  | –     |
| Partido Optimista para el Desarrollo de Mozambique (PODEMOS) | 6 768     | 0,11  | –     |
| Partido de Reconciliação Nacional (PARENA)                   | 6 469     | 0,11  | –     |
| Movimento Patriottico per la Democrazia (MPD)                | 5 883     | 0,10  | –     |
| Altri <0,10%                                                 | 56 484    | 0,93  | –     |
| Totale                                                       | 6 065 521 | 100   | 250   |